# 最佳嫌疑人
《最佳嫌疑人》（英語：The Suspicious）是一部由北京南海影业出品、山海童蒙电影发行有限公司发行，金马影帝柯俊雄监制，是其遗作。“疯狂”系列的金牌编剧张承执导，苏有朋、陈乔恩、林俊贤、洪晓熙、矢野浩二、刘桦、由立平、王迅等中日韩演员共同出演的黑色幽默悬疑商战电影。

## 剧情简介
《最佳嫌疑人》讲述了一系列由一张价值百万美金的祖传失眠秘方而引发的跨国商战。在明争暗抢中，群雄上演计中计、骗中骗，土豪老板、无良奸商、心机小秘、失眠患者，悲催员工……每个人看似都是“嫌疑人”，但原来真相不止一个。
影片中，百年药厂承工制药的老板李总（刘桦饰），决定炒楼盘卖地，不再卖药。他重金聘请的香港高管阮大志（林俊贤饰）牵线找来日本的买家宫下先生。不想，宫下先生看中的只是承工能够治愈失眠的独家配方。就在双方谈判陷入僵局之时，声称手握秘方的“神秘人S”的出现更让谈判迷雾重重。
药厂销售总监林以泰（苏有朋饰）是一名重度失眠症患者，整日似梦非醒唯唯诺诺工作的他，却阴差阳错洞悉S与日本买家的交易。成为捉鬼人后，林以泰发觉无论是直属上司阮大志（林俊贤 饰）、关系暧昧的高级文秘安琪儿（陈乔恩饰）、还是日方代表的妖娆助理梅川美纪子（洪晓熙饰）每个人都心怀鬼胎，甚至他最信任的药厂员工老宋（由立平饰）都行为古怪，每个人都是最佳嫌疑人！而此时，躲在某个角落的“神秘人S”却对所有人的一举一动都了如指掌...

## 演員陣容

### 主要角色
| 演員     | 角色       | 介紹                   |
| 苏有朋   | 林以泰     | 失眠患者               |
| 陈乔恩   | 安琪儿     | 心机小秘               |
| 林俊贤   | 阮大志     | 不良奸商               |
| 洪晓熙   | 梅川美纪子 | 神秘女郎               |
| 刘桦     | 李富华     | 土豪老板               |
| 矢野浩二 | 浩二       | 呆傻跟班               |
| 柯俊雄   | 马大夫     | 神秘高人               |
| 李元鹏   | 大雄       | 跟班                   |
| 由立平   | 老宋       | 悲催员工               |
| 王迅     | 中方翻译   |                        |
| 岳小军   | 保安       |                        |
| 吴谨西   | 许青       | 承工制药厂销售总监妻子 |

### 职员表
- 总 监 制 ：柯俊雄
- 制 片 人 ：曹多然
- 编剧/导演：张  承
- 演员副导 ：王清亭
- 摄    影 ：赵  昕
- 剪辑指导 ：张一凡
- 美术指导 ：韩大海
- 化妆造型 ：张红霞
- 服装设计 ：谷淑珍

## 影片架构
- 策划机构：北京南海影业、费洛蒙（重庆）影视机构
- 出品单位：北京南海影业、中新社重庆影视中心
- 联合出品：重庆中闻凯帝影视传媒、北京艺鸿天成文化传媒
- 摄制单位：北京南海影业、费洛蒙（重庆）影视机构
- 联合摄制：中新社重庆分社、重庆渝宏公路工程（集团）有限责任公司
- 协助拍摄：北京时代星空文化传媒、北京蒙太奇环球影业
- 宣传规划：VTV（中国）电影台
- 光碟发行：北京南海音像出版
- 出版发行：香港中国出版社（衍生图书杂志）
- 推广发行：北京山海童蒙文化传媒有限公司
- 海外发行： 香港泰吉电影发行有限公司